# Monumento a San Calimero
Il monumento a San Calimero è una scultura commemorativa posto in Corso di Porta Romana del centro storico di Milano nel Largo Crocetta. 

## Descrizione
L'area è considerata un luogo magico benefico, che ha protetto i nobili milanesi dalla peste, nei pressi della Chiesa del Paradiso, al cui interno si trova una preziosa e antichissima pietra celtica.
Il monumento è un obelisco con soprastante al vertice della colonna la figura di un Santo, San Calimero, quarto Vescovo di Milano dal 270 al 280 d.C.
Quest'area veniva utilizzata come Chiesa all'aperto durante i periodi della peste, e prese per questo il nome di Crocetta.